# Abrera
Abrera és una vila i municipi de la comarca del Baix Llobregat i de la comarca natural del Montserratí. Pel que fa a l'etimologia del nom, apareix en documentació antiga sota el nom de Breda (segle x). L'origen del topònim és incert. La seva festa major és el 29 de juny, per Sant Pere.

## Geografia
- Llista de topònims d'Abrera (Orografia: muntanyes, serres, collades, indrets..; hidrografia: rius, fonts...; edificis: cases, masies, esglésies, etc).

Situada cap a l'extrem nord de la comarca, a banda i banda del riu Llobregat. Els habitants estan distribuïts entre el nucli urbà (inclou els nuclis antics del Rebato i del carrer Major - La Font), el nucli antic diferenciat de Santa Maria de Vilalba (amb els barris del Suro i Can Torres) i les antigues urbanitzacions, ara transformades en barris: Can Vilalba, Ca n'Amat, Les Carpes i Sant Miquel.
| Esparreguera           | Olesa de Montserrat | Viladecavalls |
| Hostalets de Pierola   |                     | Ullastrell    |
| Sant Esteve Sesrovires | Martorell           | Castellbisbal |

El Turó del Castell és una muntanya de 189 metres i és un dels punts més alts de la vila.

## Transports
Per carretera
- A-2 L'Autovia A-2 de Madrid a Barcelona i a França.
- B-40 L'Autovia B-40 o Quart cinturó d'Abrera a Terrassa que s'hi inicia i s'acaba amb l'Autovia A2.
- BV-1201 / C-243c La carretera BV-1201 d'Olesa de Montserrat - Martorell pasa pels barris de Les Carpes, Santa Maria Can Vilalba  enllaçant amb la comarcal C-243c Martorell - Terrassa.
- BV-1202 La carretera va direcció a Ullastrell.
- C-55 La carretera C-55 d'Abrera a Manresa, que s'hi inicia i s'acaba en l'Autovia A2.

Ferrocarril
- Abrera: Línies    Línia Llobregat-Anoia FGC.

Taula d'horaris de l'estació de FGC d'Abrera
Horaris de les línies S4, R5 i R50 de FGC
Autobús
- Hispano Igualadina: Igualada - Barcelona, El Bruc / Esparreguera - Martorell, Bus Abrera, Nit Bus 51

Horaris d'autobusos: Bus interurbà Barcelona - Igualada - Guissona Arxivat 2018-08-08 a Wayback Machine. Bus interurbà Barcelona - Igualada - Guimerà Arxivat 2015-01-28 a Wayback Machine. Bus interurbà Barcelona - Igualada Arxivat 2018-08-08 a Wayback Machine. Bus interurbà El Bruc / Esparreguera - Martorell Arxivat 2018-08-08 a Wayback Machine. Bus interurbà Igualada - U.A. Bellaterra Arxivat 2018-08-08 a Wayback Machine. Urbà d'Abrera Nit Bus N51 Arxivat 2017-09-19 a Wayback Machine. Segur de Calafell - Esparreguera - Igualada Arxivat 2018-08-08 a Wayback Machine.

## Història[4]
Els primers assentaments d'Abrera són ibers, dels que s'ha localitzat, almenys de moment, una zona d'emmagatzematge de gra en sitges ("camp de sitges"), que seria una estació intermèdia a la ruta d'exportació del cereal entre les planes de l'interior d'Hispània i la costa mediterrània. De l'època romana, es troba localitzada i pendent d'excavació una vil·la, que potser era coneguda pel nom de Villa Alba (a Sant Hilari), situada a la rodalia de la ciutat romana d'Ad Fines ("als límits" del territori de Bàrcino), avui Martorell.
A l'alta edat mitjana, mentre la ciutat d'Ad Fines quedava despoblada per la inseguretat creixent del territori davant dels atacs dels conqueridors musulmans, l'antiga Villa Alba es va anar transformant en una primitiva aldea al redós de l'església d'estil preromànic de Sant Hilari, edificada probablement cap al segle ix, i que ha perdurat fins als nostres dies en bon estat de conservació. En aquesta època suposem que el lloc ja s'estaria anomenant Abrera, nom que potser voldria dir "a la vora del riu" en àrab. Alhora, en una elevació a l'altra banda del Llobregat, apareix el castell de Voltrera (avui en ruïnes), que formava part de la línia defensiva del comtat de Barcelona front als dominis d'al-Àndalus.
Al segle xi, Abrera es va haver de traslladar des de la zona fluvial al camí, molt més elevat, i d'aquesta època és l'església d'estil romànic d'Església de Sant Pere, al voltant de la qual es van situar diverses masies, algunes de les quals han arribat, amb les lògiques reformes, fins a l'actualitat, essent aquest l'emplaçament del centre urbà actual. El poble pertanyia a la baronia de Castellvell, que després va esdevenir marquesat de Martorell, estat feudal que, després de moltes anades i vingudes, va arribar al final de l'Antic Règim en mans de la casa d'Alba.
Des del segle xvi, i coincidint amb la primera gran onada migratòria, provinent d'Occitània, es va urbanitzar el carrer Major. D'aquesta mateixa època és l'ermita de Sant Ermengol, que fou un lloc de pelegrinatge comarcal durant un parell de segles.
A finals del segle xviii, el virrei del Perú Manuel d'Amat i de Junyent es va fer construir un palauet d'estil colonial a la propietat de la seva família, i el va fer decorar pel pintor occità Joseph Flaugier. El baró de Maldà, nebot del virrei, el va descriure a la seva obra Calaix de sastre, però en l'actualitat no es conserva cap vestigi d'aquest edifici, tret d'alguna fotografia i l'escut familiar extret de la façana per salvar-lo de l'enderroc.
A la Guerra del Francès (1808-1814), després de la Primera batalla del Bruc, la columna francesa comandada per François Xavier de Schwarz que es retirava cap a Barcelona, en passar pel pont de la riera rebé l'impacte d'una mina col·locada pels civils revoltats encapçalats pel vicari d'Olesa, Joan Boada, que elimina un canó.
Ja en el segle xix, es van crear els nous ravals del barri de la Font i del Rebato. I, més llunyans, les Mates i Santa Maria de Vilalba (altrament dit El Suro). Cap al 1888, la nova carretera de Madrid a Barcelona es va construir fora del nucli urbà, deixant de banda l'itinerari tradicional que passava pel carrer Major.
El 1922 es va inaugurar el tram de via fèrria que va connectar el poble amb Barcelona. El 1926, la primera escola, pagada en part pels veïns benestants i edificada de fet a base de jornals gratuïts per part de la majoria dels veïns.
La Guerra Civil espanyola va castigar Abrera amb l'incendi de l'església. També sabem de persones que van viure amagades en algunes cases, famílies refugiades, nens massacrats per un projectil abandonat, joves soldats desapareguts al front, l'alcalde republicà (en Pere Vallès) empresonat, afusellaments davant de la tàpia del cementiri...
Després de 1950 s'inicia el procés d'industrialització, amb el consegüent augment de població, a causa de la immigració, procedent majoritàriament del sud d'Espanya (especialment, d'Andalusia), i Abrera va deixar de ser un poble agrícola per anar-se transformant en una vila plenament industrial, com ho és actualment. Si fins aleshores l'economia del poble s'havia basat en el conreu de l'olivera, l'ametller i la vinya (substituïda aquesta última pels arbres fruiters a partir del 1930), aviat l'agricultura va anar cedint terreny i mà d'obra a la indústria. Al principi, foren les indústries tèxtils i, sobretot, l'escorxador Purlom els motors del creixement local. Purlom fins i tot va promoure la creació de tot un barri nou per als seus treballadors. En canvi, la instal·lació de la factoria SEAT entre Martorell, Sant Esteve Sesrovires i Abrera els anys setanta va propiciar que la indústria auxiliar de l'automòbil, i sobretot la logística, hagi esdevingut pràcticament un monoconreu industrial.

## Cultura
L'activitat cultural del municipi nasqué fonamentalment per l'empenta dels voluntaris de l'esplai, generant les primeres entitats que desenvoluparen la vida cultural del poble, com els gegants, els grallers, els diables, els bastoners... Altres entitats culturals de la vila han aparegut posteriorment, fruit de les accions de l'ajuntament, com l'Escola Municipal de Música, el Concurs de Teatre "Vila d'Abrera" o el Premi d'Investigació Local.

### Símbols
Fins ara fa unes dècades, Abrera era coneguda, per una banda, pels porrons, atès que els hostals de l'antiga Nacional-II, al seu pas pel Rebato, oferien gratuïtament vi al viatger que pogués i volgués aixecar amb una sola mà uns porrons de gran pes. S'havia arribat a organitzar fins i tot algun concurs d'aixecada de porrons, amb campió local i tot.
Per l'altra banda, l'escorxador de la Purlom amb l'edifici de l'assecador convertit exteriorment en cartellera gegant, visible a kilòmetres de distància i a prop de la carretera de Manresa, ha estat una referència pel viatger. Actualment ja no existeix l'escorxador.
Altres símbols que poden haver tingut més o menys pes en l'imaginari popular serien, per exemple, l'arbre, que cap al 1830 l'Ajuntament va convertir en escut municipal, pensant-se que donava nom al poble; o les claus de Sant Pere, presents a l'escut de la parròquia; o el riu Llobregat, representat a la bandera de la vila; o la garsa, que antigament donava malnom als veïns de la vila.

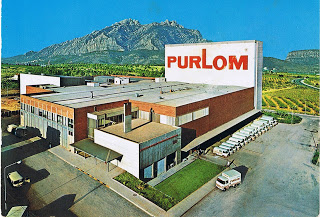
Escorxador de la Purlom

### Llegendes d'Abrera
La tradició oral afirma que durant la guerra del Francès les tropes franceses van patir la pèrdua d'una peça d'artilleria en travessar probablement el Torrent Gran pel que encara avui anomenem "Pont dels Francesos", a causa d'un acte de sabotatge de la gent de la població. Aquesta anècdota, que té possibilitats de ser certa, lligaria amb l'actuació dels veïns d'Esparreguera, que sabem que van aprofitar-se del fet que els francesos havien de passar per tot el seu carrer (tan llarg i estret com és) quan tornaven a Barcelona després de la humiliant derrota del Bruc. A més, està documentat a l'Arxiu Parroquial d'Abrera que la població va haver-se de refugiar a l'ermita de Sant Ermengol per fugir de les represàlies de l'exèrcit invasor.
La llegenda del Rebató està basada en un fet històric que donà nom al barri del Rebato d'Abrera. El nom, Rebató o Cap del Rebató, té el seu origen a finals del segle xviii, i es refereix a un bandoler que va assassinar una noia l'any 1788. Executat a Barcelona l'any 1791, el seu cap fou col·locat dins d'una gàbia i penjat d'una olivera a la vinya de Ca l'Estruch (actual aparcament de l'antic Tres Porrons). La barriada que va créixer en aquest lloc recorda pel seu nom aquest fet. Per deformació lingüística s'ha suprimit l'accent de Rebató i s'ha quedat en Rebato.

### Biblioteca Josep Roca i Bros

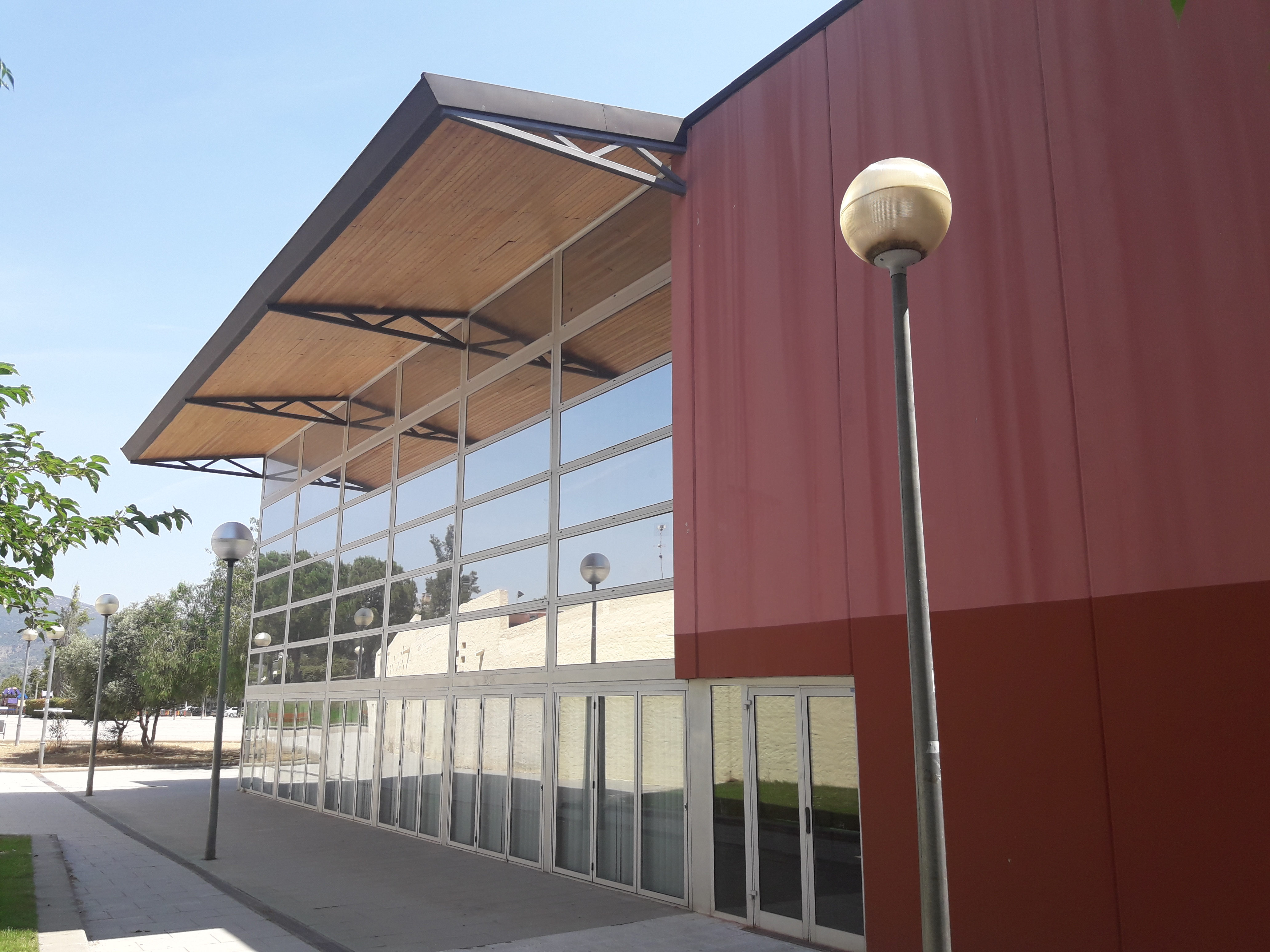
Biblioteca Josep Roca i Bros d'Abrera

La Biblioteca Josep Roca i Bros és una biblioteca pública ubicada al nucli del municipi. Va ser inaugurada el 1974. Està integrada a la Xarxa de Biblioteques Municipals (Diputació de Barcelona). Ubicada a la primera planta de la Casa de Cultura, n'ocupa tota la planta, conjuntament amb una sala d'actes. Té una superfície construïda de 690 m2 i una superfície útil de 628 m².
L'actual biblioteca té els seus orígens en l'antiga Biblioteca Popular Parroquial, inaugurada l'any 1974 i ubicada al barri del Rebató en un local propietat de Caixa Manresa. Aquesta primera biblioteca es va anomenar Teresa Verdaguer i Platón, vídua de Josep Platón i Sartí. L'any 1998 va ser traslladada a l'Avinguda Lluís Companys. És també en aquest any quan canvia el nom i adopta l'actual. El seu nom és un homenatge a Josep Roca i Bros, arquitecte neoclàssic nascut a Abrera, artífex del Teatre Principal de Figueres, actual Teatre Museu Dalí. El 23 de juny de 2001 es va tornar a traslladar ocupant l'emplaçament actual de la Casa de Cultura d'Abrera.

### Personatges
- Andreu Presas Morral. Locutor de ràdio.
- José Luis García Herrera (Esplugues de Llobregat, 1964). Tècnic industrial, poeta i crític literari. Viu a Abrera des de fa anys.
- José Miguel Ruiz Cortés (José Ruiz) (Abrera, 1983). Jugador internacional de futbol sala. Campió d'Europa 2016.
- Josep Pelegrí i Clariana (Abrera, 1938 - Barcelona, 1978). Pintor, dibuixant i esmaltador.
- Josep Roca i Bros (Can Bros Vell, Abrera 1828 - Figueres 1877). Arquitecte d'estil neoclàssic.
- Josep Sala Andrés. Graller i promotor cultural.
- Josep Sucarrats i Miró (Abrera, 1975). Periodista. Director de la revista gastronòmica Cuina.
- Lo Roget del Vallès/ lo Vedelló (visqué cap al 1600). Bandoler citat al procés judicial d'en Serallonga[10]
- Manuel d'Amat i de Junyent (Vacarisses, 1704 o 1707 - Barcelona, 1782). Governador de Xile i virrei del Perú.
- Manuel Gallardo Méndez (Écija, 1942 - Martorell, 2014). Secretari general del Metall d'UGT.
- Manuel López Lozano (Barcelona, 1942). Primer alcalde democràtic d'Abrera,[11] Fill predilecte d'Abrera i Creu de Sant Jordi.
- Pere Ollé i Asencio (Abrera, 1956). Pilot de trial, campió d'Espanya el 1977.
- Pere Torres i Andreu (Abrera, 1924 - 1988). Músic i actor de teatre afeccionat, home de mil oficis, Jutge de Pau d'Abrera fins a la seva mort. Una petita sala d'exposicions situada davant d'on va viure, al Carrer Major, porta el seu nom.
- Pere Vallès i Sucarrats (Abrera, 1887 - Barcelona, 1951). Alcalde d'Abrera durant la Guerra Civil.[12]
- Valentí Bigordà Moragas (Ullastrell, 1950 - Abrera, 2007). Sindicalista i poeta.[13]

## Patrimoni

### Patrimoni natural
- Zona per a l'observació d'aus del riu Llobregat.
- Itineraris de natura pel Torrent Gran, Riera del Morral del Molí i altres.
- Proximitat i vistes de la muntanya de Montserrat.

### Patrimoni històric-cultural
Per estat de conservació, és l'Església de Sant Pere l'edifici més singular de la vila. L'església de factura romànica data del segle xi, tot i que ha estat molt modificada posteriorment.També presenta un bon estat de conservació l'Ermita de Sant Hilari, preromànica del segle viii o ix. En runes destaca el Castell de Voltrera, esmentat el 1027, i l'Ermita de Sant Ermengol, probablement del segle xvi.

Destaquen també les restes d'una vil·la romana i el pou de glaç del Torrent Gran.

## Demografia
| Entitat de població   | Habitants (2023) |
| Entitat Oest d'Abrera | 10.078           |
| Entitat Est d'Abrera  | 2.770            |
| Font: Idescat         |                  |

Abrera ha experimentat canvis molt significatius en el nombre d'habitants al llarg del temps, però amb una tendència molt marcada cap al creixement. El primer augment significatiu de la població que tenim documentat es donà al segle xvi amb la rebuda de gran quantitat d'immigrants occitans, els anomenats "francesos" o, més despectivament, "gavatxos". Aquesta onada immigratòria coincideix amb l'aparició del primer carrer (el carrer Major).
Durant el segle xix, observem com es quadruplica la població, sense dubte per l'atracció de peonatge per al conreu de la vinya. Es formen diversos ravals nous: el carrer de la Font, el Rebato, les Mates, Santa Maria de Vilalba, el Suro i Can Torres. En canvi, cap al final d'aquest segle la crisi de la fil·loxera provoca un cert retrocés momentani.
El següent canvi important en la demografia es produeix després de 1950, amb la rebuda de la immigració majoritàriament d'Andalusia (però també de Galícia i altres regions espanyoles), atreta per la feina que proporciona la industrialització del territori català. Entre 1965 i 1970, només en 5 anys, es duplica la població; i entre 1965 i 2006, 40 anys, augmenta gairebé un 1.200%, passant a 10.352 habitants.
La diversificació ètnica de la població és pròpia de finals del segle xx i dels principis del XXI: immigrants procedents d'Amèrica Llatina, Àfrica (amb un predomini de marroquins), Europa Oriental i Àsia, fins a constituir un 10% de la població.
| 1497 | 1515 | 1553 | 1787 | 1887 | 1900 | 1920 | 1950 | 1970  | 2010   | 2024   |
| 13   | 18   | 18   | 225  | 944  | 848  | 810  | 667  | 1.645 | 11.469 | 13.014 |

## Economia
El model econòmic actual de la vila és fruit de la transformació de l'antic poble agrícola a una vila bàsicament industrial.
Antigament, els conreus principals eren els cereals, l'olivera, els ametllers i de forma molt especial la vinya. De fet, el municipi forma part de la DO Penedès, encara que no s'hi produeixi cap vi reconegut pel seu Consell Regulador. Cap al 1930, però, es redueix molt l'extensió de les vinyes, perquè aquest conreu no es considerava rendible, en favor de les plantacions d'arbres fruiters.
Des de la dècada de 1960, el constant augment de la industrialització i la construcció d'habitatges ha comportat que cada vegada hi hagi menys terreny dedicat als conreus i la pràctica desaparició de l'ofici de pagès. Als anys seixanta i setanta, algunes empreses tèxtils i especialment l'escorxador Purlom comencen a absorbir tota la mà d'obra local i n'atrauen molta més de forana; en el cas d'aquesta darrera empresa fins i tot es promou la creació de tot un barri nou (aleshores anomenat "els Pisos") per als seus treballadors i aquest fet comportà una empenta inicial pel comerç. Des de la construcció de la planta SEAT de Martorell, a finals dels anys setanta, i fins a l'actualitat, el teixit industrial d'Abrera s'ha anat especialitzant en gran manera en el sector de l'automoció.
Des dels anys noranta, l'activitat més sobresortint, i que segueix augmentat, és la logística (i no només de l'automòbil). I també en aquesta època comença a prendre una certa importància el sector del comerç i del lleure, amb la implantació el 1997 d'un centre comercial i, ja el 2008, amb la creació del Mercat Municipal. Convé destacar que la tendència actual dels polígons industrials és a admetre cada cop més activitats terciàries.

## Política
Abrera és una vila governada per l'esquerra des de l'inici de la democràcia municipal, l'any 1979, fins al 2011, quan s'inicià una etapa de coalicions sense ideologia definida. El primer alcalde de la democràcia fou en Manuel López, al capdavant de la coalició Entesa Municipal d'Abrera. López hi deixà la salut i per això ha rebut la Creu de Sant Jordi d'alguna manera en nom de tots els alcaldes de la Transició. El succeí en el càrrec en Félix Chico, durant 24 anys. En diferents etapes, tot i que el PSC de Félix Chico seguia tenint majoria absoluta i no ho necessitava, també van participar en el govern municipal Iniciativa per Catalunya i Esquerra Unida i Alternativa. El 2007 Maria Soler esdevingué la primera alcaldessa de la història d'Abrera, i també la primera persona nascuda al poble que ha ocupat el càrrec en moltes dècades. La major part del període democràtic, els socialistes han pogut governar amb majoria absoluta, llevat del parèntesi 2011-2019, que el PSC va necessitar recolzar-se en successius tripartits. El 2019, però, van recuperar la majoria absoluta amb els millors resultats de la seva història, i, tanmateix, van mantenir el pacte amb ERC tot i que ja no el necessitaven.
| Període     | Alcalde o alcaldessa | Partit polític | Data de possessió | Observacions |
| ----------- | -------------------- | -------------- | ----------------- | ------------ |
| 1979–1983   | Manuel López         | Entesa (PSUC)  | 19/04/1979        | --           |
| 1983–1987   | Félix Chico          | PSC            | 28/05/1983        | --           |
| 1987–1991   | Félix Chico          | PSC            | 30/06/1987        | --           |
| 1991–1995   | Félix Chico          | PSC            | 15/06/1991        | --           |
| 1995–1999   | Félix Chico          | PSC            | 17/06/1995        | --           |
| 1999–2003   | Félix Chico          | PSC            | 03/07/1999        | --           |
| 2003–2007   | Félix Chico          | PSC            | 14/06/2003        | --           |
| 2007–2011   | Maria Soler          | PSC            | 16/06/2007        | --           |
| 2011–2015   | Maria Soler          | PSC+CiU+ICV    | 11/06/2011        | --           |
| 2015–2019   | Jesús Naharro        | PSC+ERC+CiU    | 13/06/2015        | --           |
| 2019-2023   | Jesús Naharro        | PSC+ERC        | 15/06/2019        | --           |
| Des de 2023 | Jesús Naharro        | PSC-CP         | 17/06/2023        | --           |

| Partits    | 1979       | 1983       | 1987       | 1991       | 1995       | 1999       | 2003       | 2007       | 2011       | 2015       | 2019       | 2023       |
| ---------- | ---------- | ---------- | ---------- | ---------- | ---------- | ---------- | ---------- | ---------- | ---------- | ---------- | ---------- | ---------- |
| PSC        | -          | 6 (1.028)  | 6 (1.050)  | 8 (1.364)  | 9 (1.875)  | 9 (2.038)  | 7 (2.129)  | 9 (2.025)  | 6 (1.425)  | 6 (1.478)  | 11 (3.006) | 10 (2.622) |
| EMA//AEC   | 5 (712)    | -          | -          | -          | -          | -          | -          | -          | -          | 3 (898)    | 1 (533)    | 4 (1.090)  |
| PSUC//ICV  | -          | 2 (374)    | 1 (284)    | 2 (312)    | 1 (376)    | - (222)    | -          | -          | 1 (306)    | -          | -          | -          |
| EUiA       | -          | -          | -          | -          | -          | 1 (228)    | 1 (354)    | 1 (405)    | 1 (299)    | -          | -          | -          |
| CiU//Junts | 4 (552)    | 3 (568)    | 2 (401)    | 3 (522)    | 2 (610)    | 2 (535)    | - (252)    | 1 (267)    | 2 (610)    | 1 (306)    | - (192)    | - (232)    |
| ORT        | 2 (264)    | -          | -          | -          | -          | -          | -          | -          | -          | -          | -          | -          |
| CDS        | -          | -          | 2 (359)    | -          | -          | -          | -          | -          | -          | -          | -          | -          |
| AP//PP     | -          | -          | - (62)     | -          | 1 (356)    | 1 (323)    | 1 (427)    | 2 (517)    | 3 (758)    | 1 (362)    | - (192)    | 1 (322)    |
| AdA        | -          | -          | -          | -          | -          | -          | 3 (812)    | 3 (807)    | 3 (728)    | 3 (945)    | 2 (653)    | -          |
| ERC        | -          | -          | -          | -          | -          | - (208)    | 1 (289)    | 1 (261)    | - (221)    | 2 (554)    | 2 (810)    | 1 (475)    |
| SI         | -          | -          | -          | -          | -          | -          | -          | -          | - (42)     | -          | -          | -          |
| PxC        | -          | -          | -          | -          | -          | -          | -          | -          | 1 (305)    | - (117)    | -          | -          |
| C's        | -          | -          | -          | -          | -          | -          | -          | -          | -          | 1 (445)    | 1 (426)    | -          |
| VOX        | -          | -          | -          | -          | -          | -          | -          | -          | -          | -          | -          | 1 (385)    |
| Totals     | 11 (1.528) | 11 (1.970) | 11 (2.156) | 13 (2.198) | 13 (3.217) | 13 (3.554) | 13 (4.263) | 17 (4.282) | 17 (4.694) | 17 (5.105) | 17 (5.223) | 17 (5.242) |

- Inicialment, des del 1979 el Consistori el formaven 11 regidors, que es van ampliar a 13 l'any 1991, i a 17 el 2007.
- L'Entesa Municipal d'Abrera (EMA), creada per a les eleccions del 1979, integrava el PSUC i ciutadans independents. En un primer moment, l'Entesa formà un govern de concentració amb CiU i l'ORT, però aquests dos partits van acabar passant a l'oposició.
- El PSC no es presentà a les primeres eleccions democràtiques, el 1979, però donà suport a la candidatura de l'ORT.
- El PSUC, després de la greu crisi dels anys vuitanta, s'integrà a Iniciativa per Catalunya des del 1987, i aquesta coalició es transformà en Iniciativa per Catalunya Verds (ICV) el 1995. Tanmateix, el 1998 es creà Esquerra Unida i Alternativa (EUiA), que ha concorregut diversos cops a les eleccions separadament d'ICV fins al 2011.
- Abans del 1991 les dades del PP són les d'AP.
- Alternativa d'Abrera (AdA) es presentà el 2007 en coalició amb ICV i obtingué tres regidors, però el 2008 la coalició patí una crisi: se'n separà l'únic regidor d'ICV i els altres dos van romandre al Consistori com a "no adscrits" fins que foren substituïts i els dos escons restituïts a la disciplina del partit.
- Abrera En Comú (AEC), creada el 2015 per la confluència d'EUiA, ICV i el Procés Constituent, agrupa també altres ciutadans independents, alguns procedents de Podem i, fins i tot, dissidents del PSC.
- CDC, que abans es presentava amb la coalició CiU, el 2019 dona pas a Junts per Catalunya.